# Bödefeld
Bödefeld ist ein Ortsteil der Stadt Schmallenberg mit rund 1150 Einwohnern im Hochsauerlandkreis (Nordrhein-Westfalen).

## Geografie

### Lage

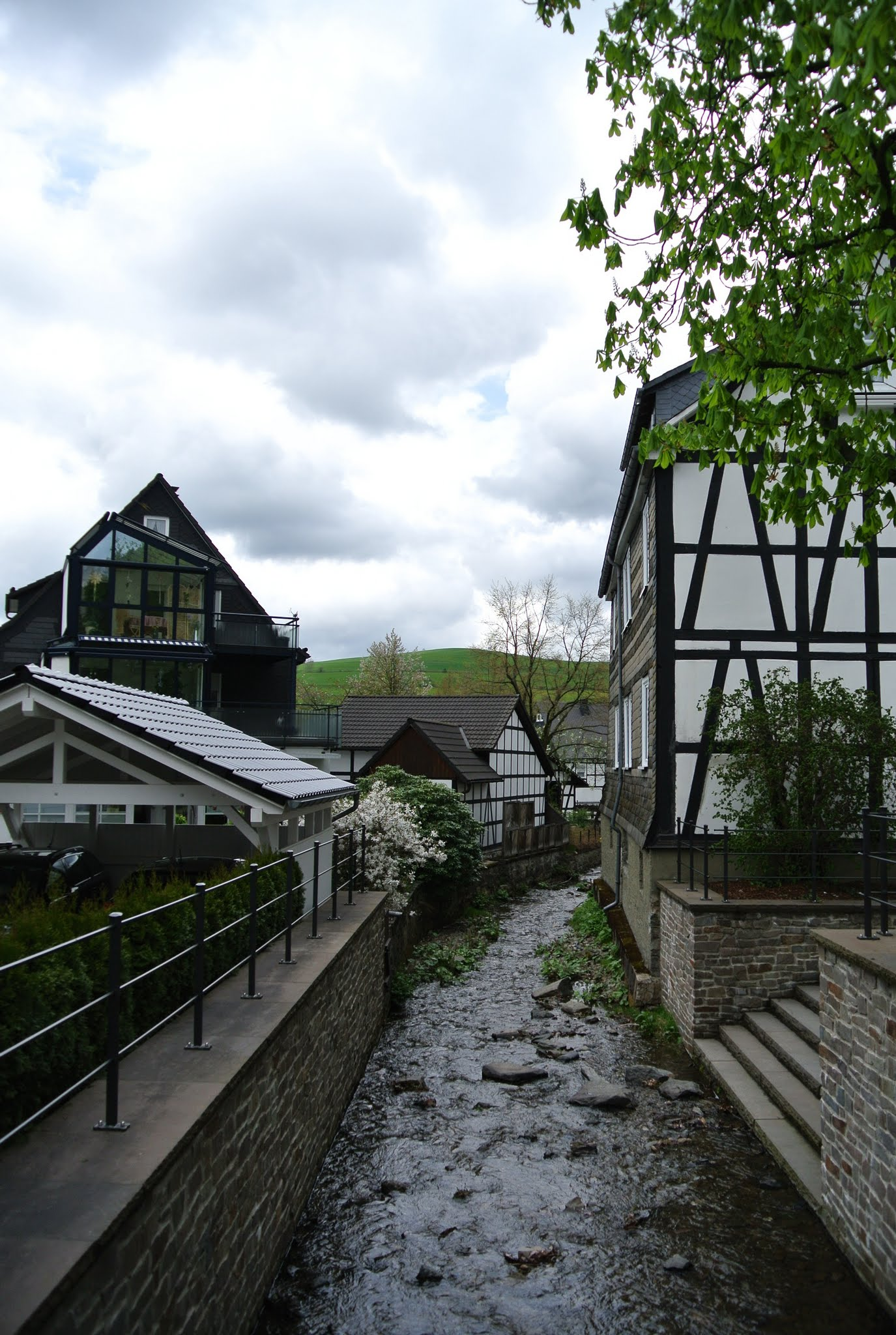
Palme in Bödefeld

Der Ort liegt etwa 13 Kilometer nordöstlich der Kernstadt Schmallenberg und 15 Kilometer nordwestlich von Winterberg im Hochsauerland. Bödefeld liegt in 480 bis 818 Meter über Normalnull auf einer durchschnittlichen Höhe von 500 Metern. Die Stadt Arnsberg mit dem Sitz der Bezirksregierung befindet sich 28 Kilometer nordwestlich und Dortmund 70 Kilometer nordwestlich des Ortes.
Richtung Süden steigen die bewaldeten Berge des Höhenzugs Hunau bis zu 818 Metern über NN an. Die Palme fließt durch Bödefeld und mündet unterhalb von Westernbödefeld in die Brabecke. Nach Osten und Westen hin erstrecken sich von kleineren Bachläufen durchzogene eher flachere Wiesen- und Weidegebiete.

### Nachbarorte
Angrenzende Orte sind Gellinghausen, Westernbödefeld, Brabecke, Osterwald, Obervalme (Gemeinde Bestwig), Lanfert, Hiege und Walbecke.

## Geschichte

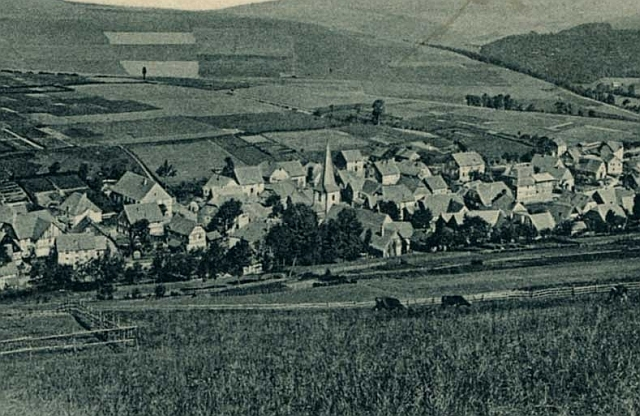
Bödefeld 1905

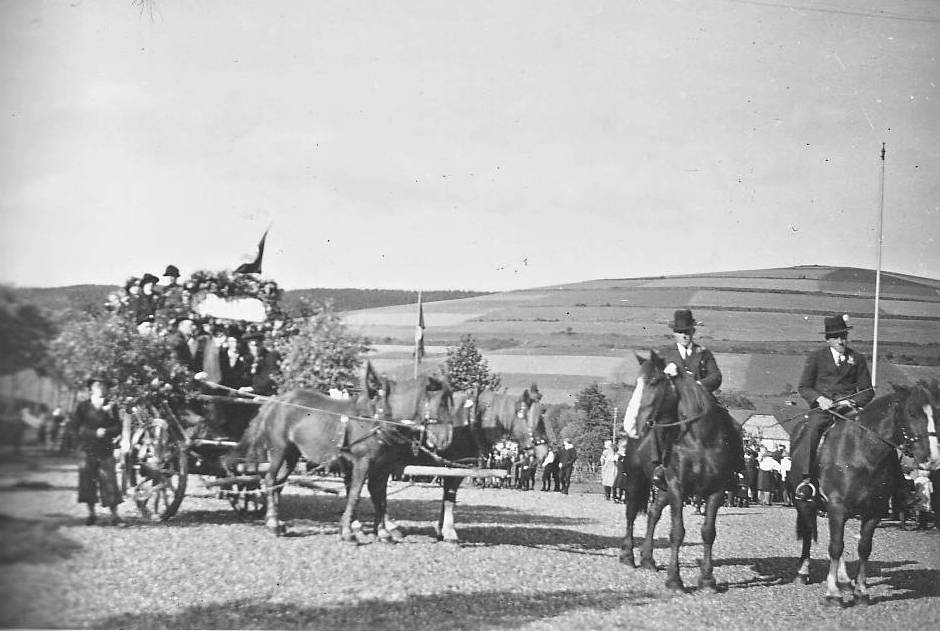
Erntedankfest-Umzug in Bödefeld, 1935

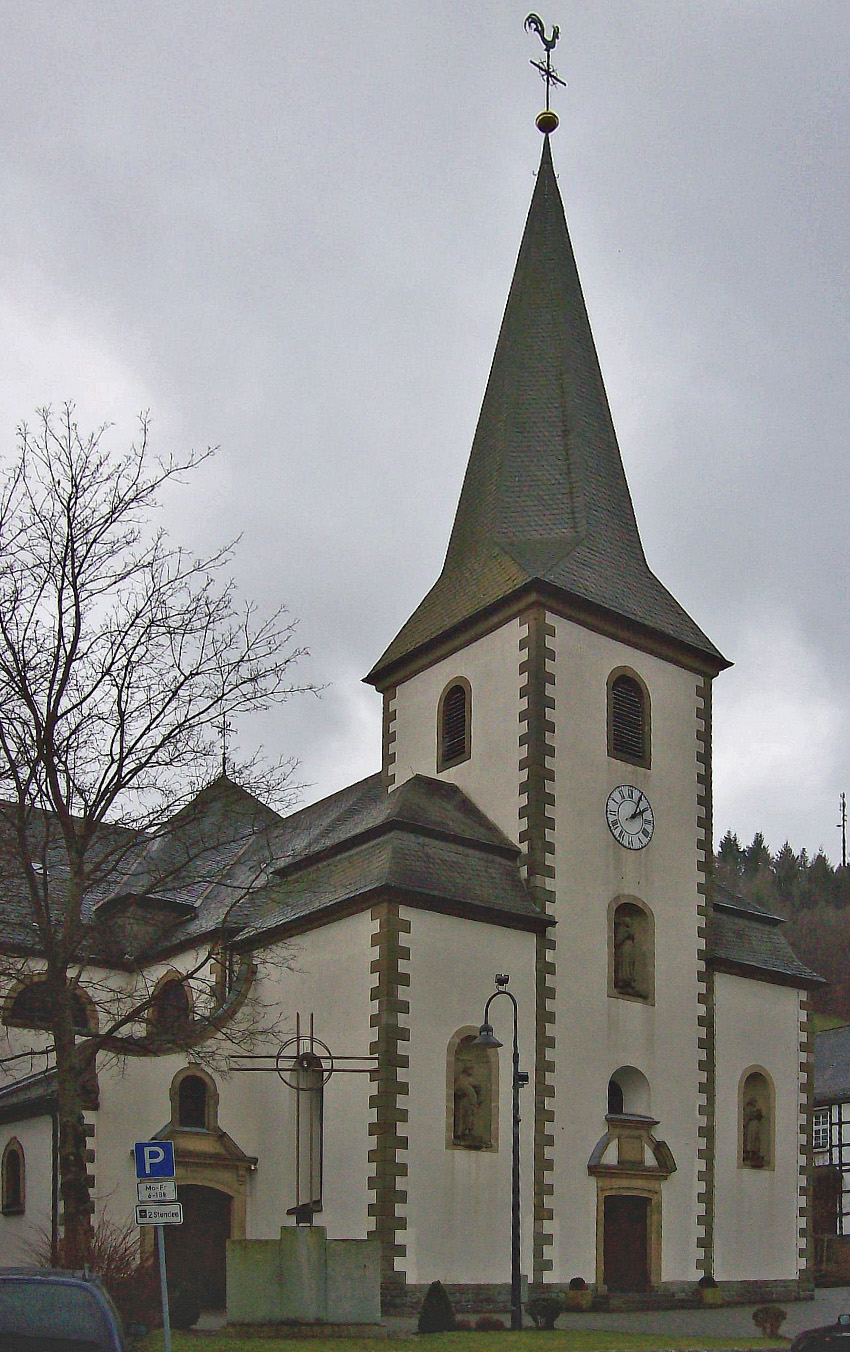
Kirche St. Cosmas und Damian

Einer Legende nach stammt der Name Bödefeld von dem Namen Buddo. Der hl. Bischof Ludger soll um das Jahr 800 auf dem Gebiet des heutigen Ortes Bödefeld einen Mann namens Buddo, der als vermeintlicher Pferdedieb gelyncht worden war, wieder zum Leben erweckt haben. An der Stelle des Wunders errichteten Anwohner ein Kreuz und anschließend eine Siedlung genannt Buddenfeld.
Bödefeld wurde erstmals 1072 in einer Urkunde des Klosters Grafschaft (genannt Buodevelden) erwähnt. Am 22. Februar 1342 erhielt der Ort von Graf Gottfried von Arnsberg die Freiheitsrechte und war somit hinsichtlich der Eigenverwaltung Städten fast gleichgestellt. Im Mittelalter war Bödefeld ein wichtiger Handelsort an der Heidenstraße und Mitglied der Hanse. Im Jahr 1450 wurde erstmals ein kurfürstlicher Richter zu Bödefeld genannt. 1645 wurde Freihudefelt auf der Karte Westphalia Ducatus kartografisch erfasst.
Um 1754 siedelte sich der erste Jude in Bödefeld an. Im Jahre 1826 gab es dann in Bödefeld 16 jüdische Einwohner, darunter drei schulpflichtige Kinder. Der 1830 eingerichtete jüdische Friedhof in Bödefeld ist bis heute erhalten.
Im Zweiten Weltkrieg war Bödefeld ab dem 1. April 1945 Teil des von alliierten Truppen eingeschlossenen Ruhrkessels. Ab dem 5. April wurden Bödefeld und das Gebiet der Gemeinde Bödefeld-Land von der US-Army von Osten mit Geschützen beschossen. Im Dorf aufgestellte deutsche Artillerie schoss zurück. Bereits ab den Ostertagen hatte sich Bödefeld in ein deutsches Heerlanger verwandelt. Darunter waren auch Männer vom Volkssturm aus Düsseldorf und später auch aus Köln, die nicht einmal alle Gewehre hatten. Die Bevölkerung bereitete sich auf Kampfhandlungen vor, in dem sie Keller als Unterkunft vorbereitete und Wertsachen vergrub. Als abends am 5. April der Tod von vier Personen durch Granattreffer in Westernbödefeld bekannt wurde, kam es zur Flucht eines Teils der Einwohner nach Gellinghausen oder in den Wald bei Brabecke. Andere suchen ihre Keller auf oder flohen in den Stollen Grötmecke. Am 6. April wurde der Beschuss stärker und der erste Einwohner wurde verwundet. Am 7. April hatten US-Truppen Walbecke eingenommen. Am Nachmittag griffen US-Jagdbomber das Dorf mit Bomben und Bordwaffen an. Auch Geschütze beschossen massiv das Dorf. Sieben Einwohner wurden getötet und 25 Häuser gingen in Flammen auf. Kirchturm und Kirche brannten ab. Ferner wurden deutsche Soldaten und Vieh getötet und verwundet. Das ganze Dorf verwandelte sich in ein Chaos. Nun flohen weitere Einwohner in die Wälder, einige sogar in Richtung Osten durch die dünne Verteidigungslinie der deutschen Infanterie. Diese Menschen mussten die Nacht zwischen den feindlichen Truppen verbringen. In der Nacht wurden drei weitere Häuser in Brand geschossen, davon brannte eins bis auf die Grundmauern nieder. In der Nacht vom 7. auf den 8. April zogen die deutschen Verbände ab. Nur wenige Soldaten blieben zurück. Am Vormittag des 8. April erschien ein US-Spähtrupp aus Lanfert. Ein Volkssturmmann aus Köln wurde angeschossen. Gegen Mittag nebelten US-Soldaten das Dorf ein. Wenig später rückten US-Panzer in den Ort. Flüchtende deutsche Soldaten wurden beschossen und dabei einige verwundet. Die US-Soldaten nahmen wenige deutsche Soldaten gefangen. Gegen Nachmittag schossen deutsche Geschütze ins Dorf.
Im Zweiten Weltkrieg starben 26 Männer aus der Gemeinde Bödefeld-Freiheit, also dem Dorf selbst, davon die meisten an der Ostfront. Weitere 34 Männer aus der Gemeinde Bödefeld-Land wurden als Soldaten getötet oder starben im Lazarett.
Der Publizist Gerhard Giese gründete mit Wilhelm Adelmann im Jahr 1951 in Bödefeld die katholische Wochenzeitung Neue Bildpost.
Im Rahmen der Gemeindereform vom 1. Januar 1975 wurde die vormals selbständigen Gemeinde Freiheit Bödefeld (mit Hiege, Lanfert und Walbecke) der neu gegründeten Stadt Schmallenberg angegliedert.

### Burg Bödefeld
Ritter Hunold von Hanxleden erbaute, auf Anregung des Kurfürsten, in den Jahren 1425 bis 1428 in Bödefeld die kleine Burg Bödefeld. Die Burg hatte einen quadratischen Grundriss und war an jeder Seite ungefähr 30 Fuß lang. Zu der Burg gehörten Wirtschaftsgebäude und ein größeres Gut sowie ein Jägerhaus. Die Herren von Hanxleden saßen bis etwa 1550 auf der Burg. Mitte des 18. Jahrhunderts war die Burg bereits verfallen. 1759 wurden Steine von der verfallenen Burganlage zum Bau des Bödefelder Kirchturms verwendet.

## Politik

### Wappen
Blasonierung:

Wappen der ehemaligen Gemeinde Freiheit Bödefeld

Geteilt und unten gespalten: oben in Rot nebeneinander die silbergekleideten, goldnimbierten Heiligen Cosmas und Damian im Brustbild, ersterer eine Arzneiflasche, letzterer ein Heilkraut haltend, unten vorne in Blau am Spalt ein golden bewehrter silberner Adler, hinten in Silber ein durchgehendes schwarzes Kreuz.
Beschreibung:
Das Wappen der ehemaligen Gemeinde Freiheit Bödefeld zeigt in der unteren Hälfte die Symbole der ehemaligen Landesherren. Der silberne Adler auf blauem Grund erinnert an die Grafschaft Arnsberg, das schwarze Kreuz auf silbernem Grund an das Kurfürstentum Köln. In der oberen Hälfte sind die Bilder der Kirchenpatrone Cosmas und Damian dargestellt.
Das Staatsministerium in Berlin genehmigte am 24. Oktober 1927 das Siegelwappen der Gemeinde Freiheit Bödefeld. Die Gemeinde führte das Siegelwappen bis 1975.
Dieses 1927 genehmigte Wappen entspricht jedoch nicht dem ursprünglichen Siegel der Freiheit Bödefeld. Auf dem ältesten noch erhaltenen Siegel aus dem Jahre 1590 sind die Patrone nicht wie im Siegel von 1927 als jugendliche Personen abgebildet, sondern als reife Männer. Sie tragen auch keine Symbole in der Hand. Das besagte Siegel trug die Umschrift: COS + DA + SECRET + DER + VRIHET + BEDEVELT = Cos(mas) Da(mian) Secret(um) [=kleines Stadtsiegel] der Freiheit Bödefeld.

## Infrastruktur
- Straße: Die nächstgelegene Autobahn-Anschlussstelle befindet sich im Norden an der A 46 bei der Kreisstadt Meschede.

Im Westen verläuft die Bundesstraße 55, im Osten die B 480 sowie im Süden die B 511 und die B 236. Linienbusse verkehren in die umliegenden Orte.
- Schiene: In Meschede befindet sich der nächste Bahnhof an der Oberen Ruhrtalbahn.

## Sport, Tourismus und Wirtschaft

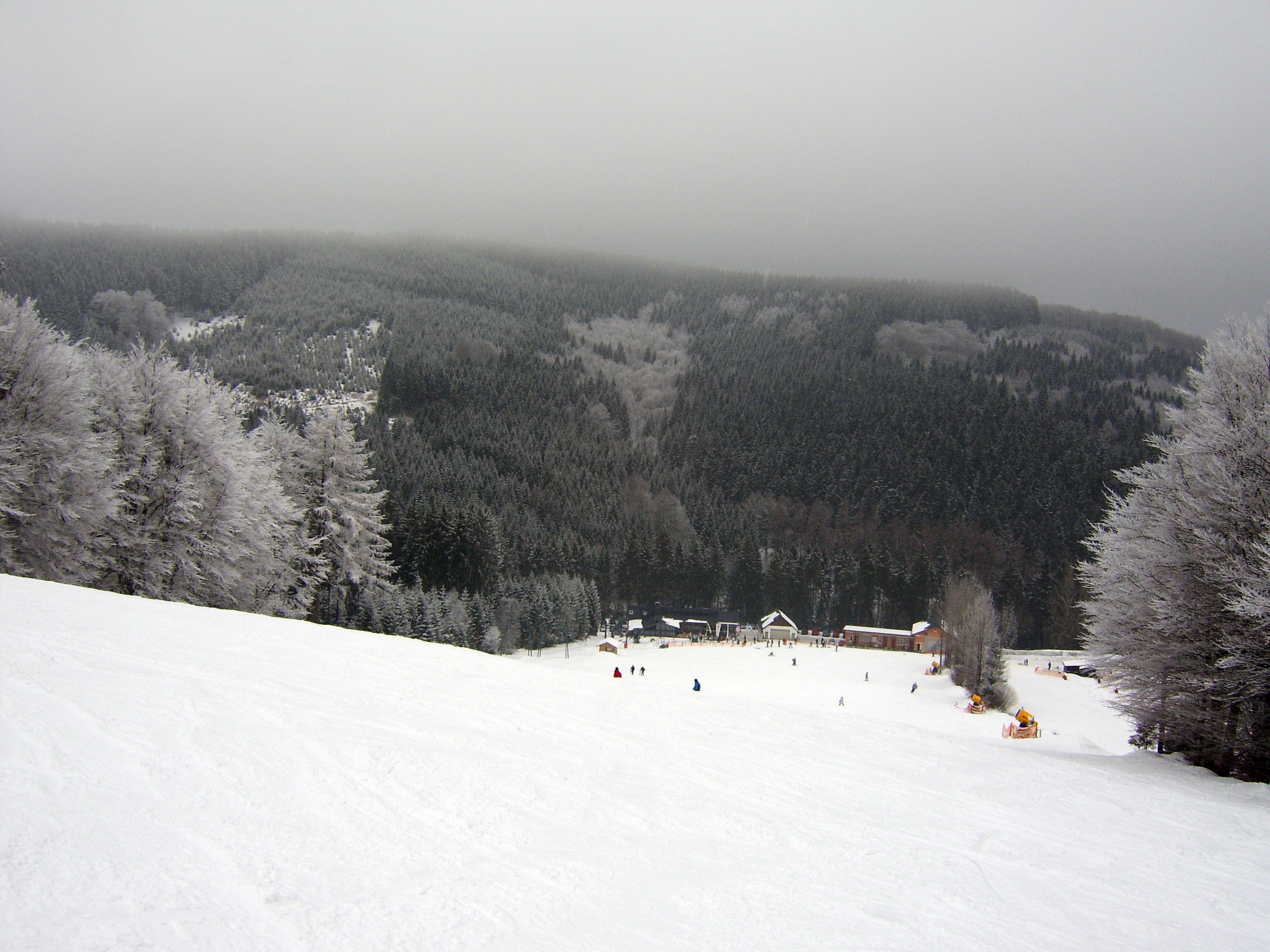
Blick vom Skihang an der Hunau im Winter 2006

In Bödefeld gibt es zahlreiche Übernachtungsmöglichkeiten, die vom Vier-Sterne-Hotel über Privatquartiere bis zu Ferienwohnungen reichen und somit praktisch die ganze Bandbreite der individuellen Bedürfnisse abdecken. Ferner ist ein Campingplatz vorhanden. Cafés und Restaurants bieten auch Tagesausflüglern und Wanderern etliche Einkehrmöglichkeiten. Es gibt ein öffentliches Hallenbad mit Sauna und Dampfbad, sowie unter anderem zwei Kneippbecken, zwei Tennisplätze, einen Minigolfplatz und ein Wildgehege.
- Der Hollenlauf bzw. Hollenmarsch wird seit 2006 jährlich ausgetragen.
- Sommerurlaub: Im Sommer ist der Fremdenverkehrsort insbesondere bei Wanderern sowie bei Kurzzeitgästen beliebt
- Wintersport: Nur wenige Kilometer südlich befindet sich am Berg Hunau das Skigebiet „Bödefeld-Hunau“ mit mehreren Liften die bis zu einer Höhe von 810 Metern über NN hinauf führen und einigen leichten bis zu mittelschweren Abfahrtspisten. Hier befindet sich auch die längste Piste im Sauerland. In der unmittelbaren Umgebung von Bödefeld gibt es mehrere Langlaufloipen.

Auch wenn Bödefeld augenscheinlich noch eher landwirtschaftlich geprägt ist, so spielt doch die Land- und Forstwirtschaft kaum noch eine wirtschaftliche Rolle.
Da eigentlich keine nennenswerten Industriebetriebe vorhanden sind, müssen die meisten gewerblichen Arbeitnehmer in die benachbarten Orte und Städte auspendeln.
In Bödefeld gibt es nach wie vor noch einige Geschäfte für den täglichen Bedarf sowie einige Einzelhandelsgeschäfte.

## Bildung

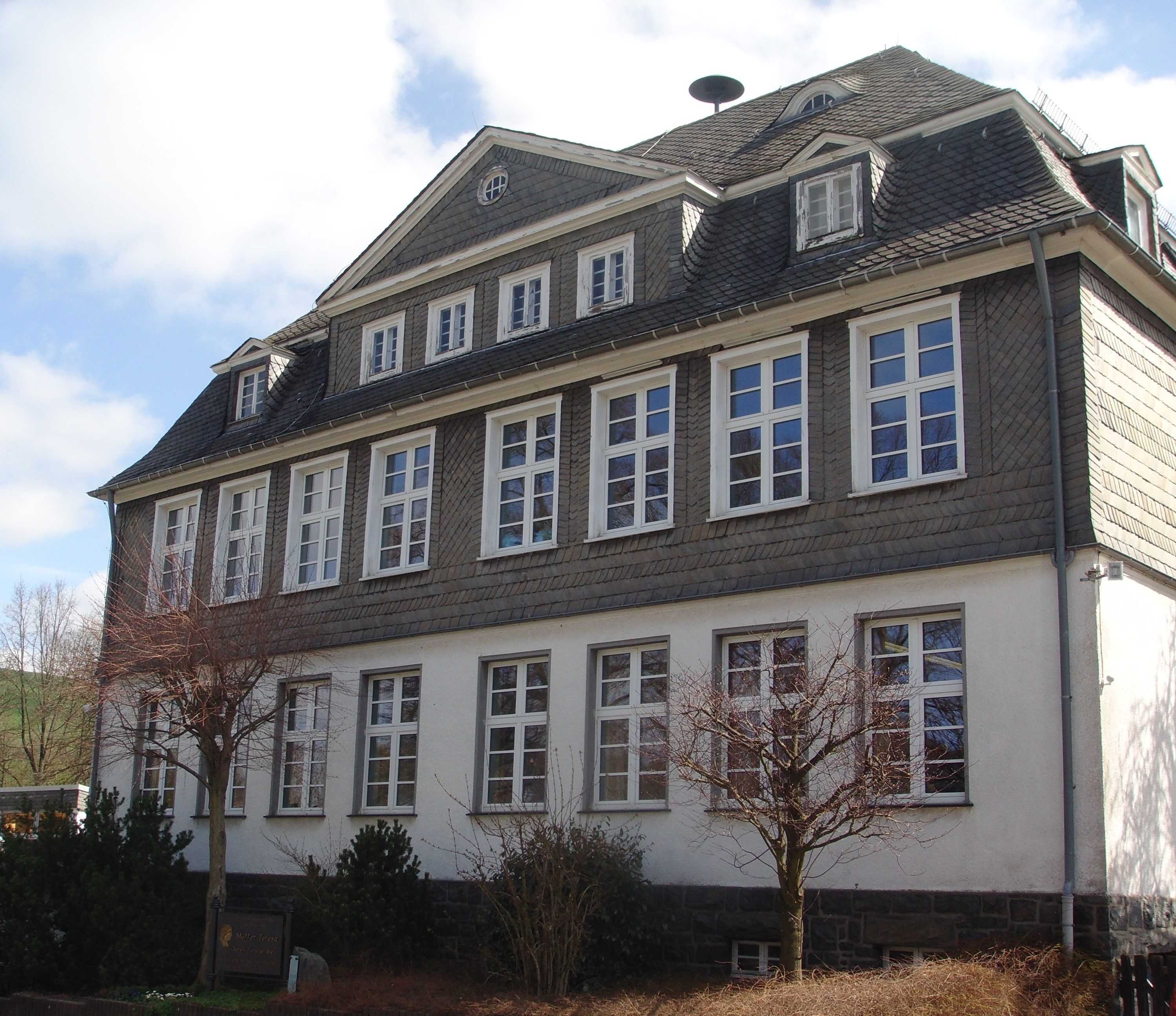
Schule

In Bödefeld gibt es eine Grundschule und einen Kindergarten sowie eine öffentliche katholische Bücherei.

## Sehenswürdigkeiten
Neben den zahlreichen Fachwerk- und Schieferhäusern im Ort ist die katholische Pfarrkirche St. Cosmas und Damian die Hauptsehenswürdigkeit. Das heutige Kirchenschiff wurde in den Jahren 1910/1911 errichtet. Der Entwurf in Form eines Oktogons stammt ebenso wie die zeitgleich erbaute neoromanische Erweiterung der Pfarrkirche in Balve von Joseph Buchkremer aus Aachen.
Der Kirchturm mit dem Vorgängerbau des Kirchenschiffs wurde um das Jahr 1750 errichtet. In einer Nische des Turmes befindet sich die berühmte „Schwarze Hand“. Es handelt sich hierbei um die mumifizierte rechte Hand eines Mädchens, die bei der Erbauung der Kirche im Jahre 1722 gefunden wurde. Um die „Schwarze Hand“ ranken sich mehrere Legenden.

## Biologische Station Hochsauerlandkreis

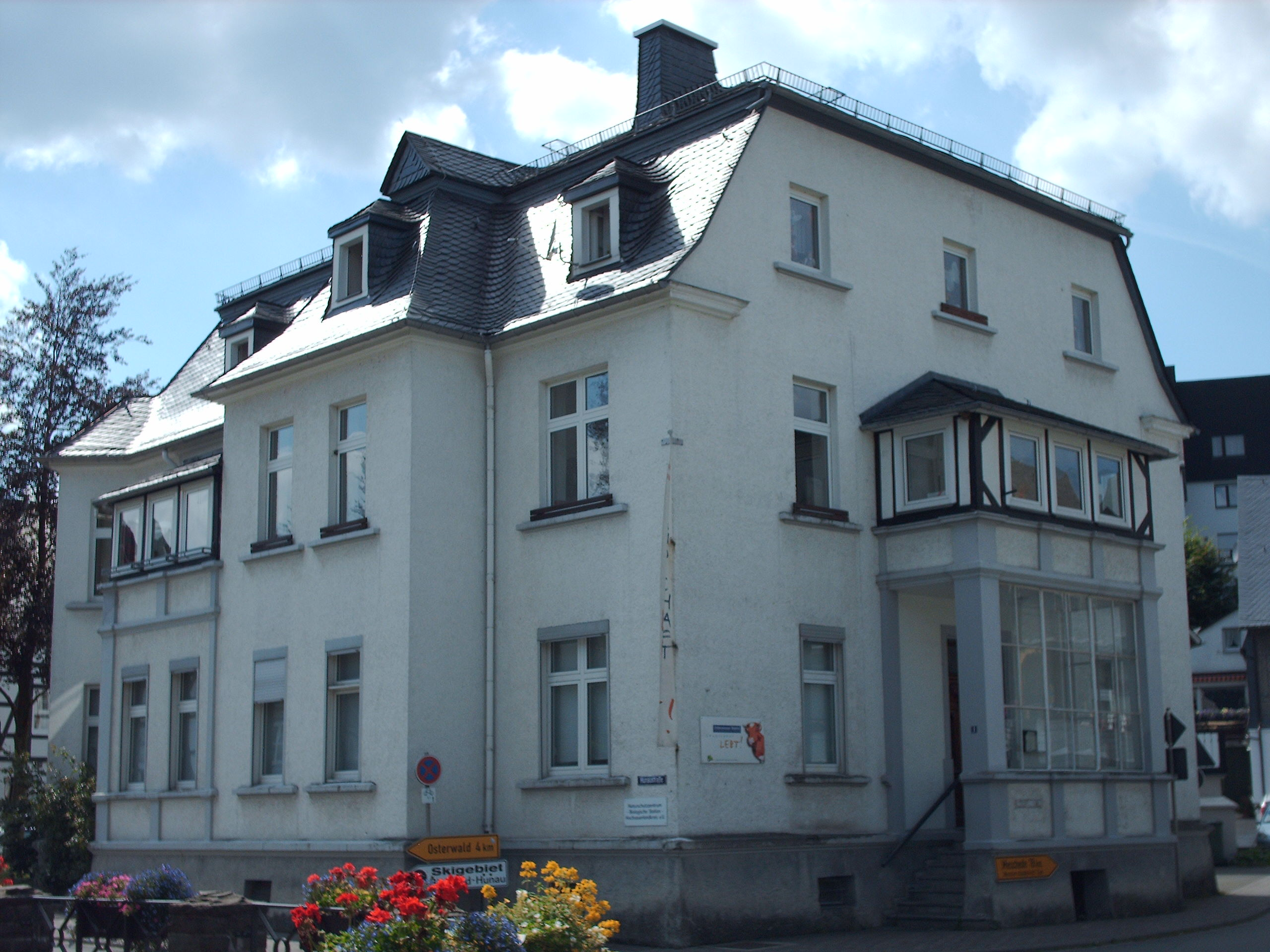
Ehemalige Biologische Station

Bödefeld war von 1993 bis 2017 Sitz der „Biologischen Station Hochsauerlandkreis“. Diese kümmert sich um die Betreuung der Naturschutzgebiete (insgesamt 8000 ha) im Kreis und erstellt dazu Pflege- und Entwicklungspläne. Darüber hinaus sorgt die Station mit wissenschaftlicher Begleitung für den Schutz und die Erfassung gefährdeter Pflanzen- und Tierarten. Ein wichtiges Projekt ist die Betreuung des Europäischen Vogelschutzgebiets Medebacher Bucht. Das Gebäude der Biologischen Station wurde im Oktober 2017 abgerissen.

## Persönlichkeiten
- Gottfried Heine (1849–1917), Lehrer, Musiker und Autor
- Heinrich Marx (1885–1971), Pfarrer in Bödefeld und Verfasser der Heimatchronik „Ist Meine traute Heimat – Chronik des Kirchspiels Bödefeld“. Die Gemeinde Bödefeld überreichte ihm für seine Verdienste den Ehrenbürgerbrief
- Johann Heinrich Montanus (1680–1743), katholischer Priester
- Philipp Freudenberg (1833–1919), 1889 bis zu seinem Tod Inhaber des Berliner Kaufhauses Gerson